# 羅伯特·馬修斯 (科學家)
羅伯特·A·J·馬修斯（英語：Robert A.J. Matthews，1959年9月23日—）是一名英國物理學家和科普作家。
1981 年，馬修斯從牛津大學基督聖體學院物理學專業畢業後，開始了科學寫作和學術研究的雙重生涯。他目前是科學雜誌BBC Focus的科學顧問和專欄作家，阿布達比《國家報》的自由專欄作家，以及阿斯頓大學數學系客座教授。他還是英國皇家統計學會會士、特許物理學家和英國皇家天文學會會士。

## 科學新聞
馬修斯曾在《泰晤士報》和《星期日電訊報》等英國全國性報紙上擔任各種專業職務，其中包括《泰晤士報》的技術通訊員和《星期日電訊報》的科學通訊員。此外，他還是《新科學人》、《經濟學人》、《金融時報》、《讀者文摘》和《旁觀者》等雜誌的自由撰稿人。他獲得的專業獎項包括2000年英國科學作家協會頒發的年度特稿作家獎。

## 學術研究
馬修斯在權威期刊上發表過大量研究成果，涉及貝氏推論、概率論、天文學、密碼學和神經計算等多個領域。他的研究還曾獲獎，其中包括1996年因論文《翻滾的吐司、莫非定律和基本常數》而獲得的搞笑諾貝爾獎物理學獎。

## 外部連結
- Robert Matthews website （页面存档备份，存于）